# نوردبی
نوردبی (به لاتین: Nordby) یک منطقهٔ مسکونی در دانمارک است که در فانو واقع شده‌است. نوردبی ۱٫۴۷ کیلومتر مربع مساحت و ۲٬۷۹۵ نفر جمعیت دارد.